# المركز الفلسطيني لدراسات اللاعنف
المركز الفلسطيني لدراسات اللاعنف مركز أسسه الطبيب الفلسطيني الأمريكي مبارك عواد في القدس في 1983 قبل الانتفاضة الفلسطينية الأولى، حيث تم إبعاده عن فلسطين، وكان يسعى إلى نشر أساليب مقاومة سلمية للاحتلال الإسرائيلي بحيث لا تعطي الجيش الإسرائيلي مبررات لإطلاق النار. عمل معه الصحفي عبد الرحمن طهبوب قبل إبعاده ضمن مشروع دراسة عن حق لم الشمل.